# Edwardsiella andrillae
Edwardsiella andrillae este o specie de actinie (anemonă de mare) descoperită în zona Ross Ice Shelf din Antarctica.
Primele specimene au fost semnalate de echipa Antarctic Geological Drilling - ANDRILL în 2010. Descrierea completă a noii specii a fost publicată în revista PLoS ONE în luna decembrie 2013. 
Anemonele de mare din specia Edwardsiella andrilla sunt complet albe și au dimensiuni mai mici de 2,54 cm. Fiecare este dotată cu 20-24 tentacule dispuse în cercuri concentrice. Cercul interior este format din 8 tentacule mai lungi, iar cel exterior este compus din 12-16 tentacule mai scurte.